# Gustave De Breyne
Gustave Adolphe Jean De Breyne, ook genaamd De Breyne-Dubois (Diksmuide, 14 maart 1828 - 2 mei 1914), was een Belgisch volksvertegenwoordiger.

## Levensloop
De Breyne was een zoon van Pierre De Breyne, burgemeester van Diksmuide en van Emilie Peellaert. Hij trouwde met Céline Dubois.
Hij deed studies in de rechten aan de ULB (1851). Hij werd provincieraadslid van 1862 tot 1866 en gemeenteraadslid van Diksmuide van 1869 tot 1895.
In december 1869 werd hij verkozen tot liberaal volksvertegenwoordiger voor het arrondissement Diksmuide maar bekleedde dit mandaat slechts tot in augustus 1870.
Hij was:
- bestuurder van de Suikerfabriek van Diksmuide,
- voorzitter van de Wateringen van Vladslo en van Woumenambacht.

## Publicties
- 800 croquis et silhouettes, 1894.
- Vieux Souvenirs, 1906.
- Franse biografie van Maria Van Ackere-Doolaeghe en van Pieter Bortier